# آلفين بورتر
آلفين بورتر (بالإنجليزية: Alvin Porter)‏ هو لاعب كرة قدم أمريكية أمريكي، ولد في 10 مايو 1976 في شريفبورت في الولايات المتحدة.

## وصلات خارجية
- آلفين بورتر على موقع مرجع كرة القدم المحترفة.كوم (الإنجليزية)